# Carbonífero
| Período Carbonífero Há 358.9–298.9 milhões de anos PreЄ Є O S D C P T J K Pg N | |
| | |
| Teor médio de o2 atmosférico durante o período | ca. 32.5 Vol % (163 % do nível atual)                                                                                            |
| Teor médio do CO2 atmosférico durante o período | ca. 800 ppm (3 vezes o nível pré-industrial)                                                                                     |
| Temperatura média da superfície durante o período | ca. 14 °C (0 °C acima do nível atual)                                                                                            |
| Nível do mar (acima dos dias de hoje) | Diminuição de 120 m até ao nível atual ao longo do Mississípico seguido de incremento paulatino até aos 80 m no final do período |
| Período Carboníferoview • Discussão • -360 —–-355 —–-350 —–-345 —–-340 —–-335 —–-330 —–-325 —–-320 —–-315 —–-310 —–-305 —–-300 —–-295 —P a l e o z o i c oDevonianoC a r b o n í f e r oPermianoM i s i s í p i c oP e n s i l v â n i c oSerpucovianoViseianoTurnacianoGjelianoCasimovianoMoscovianoBasquiriano←Colapso das floresta do Carbonífero←Fauna de Essex e Braidwood←Final da Lacuna de Romer←Início da Lacuna de RomerEventos-chave do período Carbonífero. Escala do eixo: milhões de anos atrás. | |

Na escala de tempo geológico, o Carbonífero, Carbónico (português europeu) ou Carbônico (português brasileiro) é o período da era Paleozoica do éon Fanerozoico, compreendido entre há 358,86 milhões e 298,9 milhões de anos, aproximadamente. O período Carbonífero sucede o período Devoniano e precede o período Permiano, ambos de sua era. Na América do Norte o período é dividido em dois, o Mississípico (há entre cerca de 358,86 milhões e 323,4 milhões de anos) e o Pensilvânico (há entre cerca de 323,4 milhões e 298,9 milhões de anos), sendo que em alguns outros locais estes "períodos" são considerados como épocas e consequentes subdivisões do período Carbonífero.
O Carbonífero tem este nome devido às grandes quantidades de carvão mineral encontradas em formações rochosas da época na Inglaterra, onde foram datadas pela primeira vez as rochas deste período. Estas grandes formações de carvão têm origem, segundo creem os especialistas, nas grandes florestas e pântanos que cobriam a maior parte das terras emersas do período. Apesar disto, na América do Norte, a maioria das jazidas de carvão são datadas do Pensilvânico, enquanto as formações do Mississípico são formadas principalmente de rochas calcárias.

## Paleografia
Uma queda global no nível do mar no final do Devoniano foi revertida no início do Carbonífero; isso criou os mares interiores generalizados e a deposição de carbonato mississípica. Houve também uma queda nas temperaturas do pólo sul; O sul da Gonduana foi glaciada durante todo o período, embora seja incerto se os mantos de gelo foram remanescentes do Devoniano ou não. Essas condições aparentemente tiveram pouco efeito nos trópicos profundos, onde pântanos exuberantes, que mais tarde se transformaram em carvão, floresceram a 30 graus das geleiras mais ao norte.
No meio do Carbonífero, uma queda no nível do mar precipitou uma grande extinção marinha, que atingiu crinóides e amonites de maneira especialmente forte. Esta queda do nível do mar e a discordância associada na América do Norte separam o subperíodo do Mississípi do subperíodo da Pensilvânia. Isso aconteceu há cerca de 323 milhões de anos, no início da Glaciação Permo-Carbonífera.
O Carbonífero foi uma época de construção ativa de montanhas quando o supercontinente Pangeia se formou. Os continentes do sul permaneceram unidos no supercontinente Gondwana, que colidiu com a América do Norte-Europa (Laurussia) ao longo da linha atual do leste da América do Norte. Essa colisão continental resultou na orogenia Hercínica na Europa e na orogenia Allegheniana na América do Norte; também estendeu os recém-erguidos Apalaches para o sudoeste, como as montanhas Ouachita. No mesmo período, grande parte da placa leste da Eurásia se soldou à Europa ao longo da linha dos Montes Urais. A maior parte do supercontinente mesozóico da Pangéia estava agora reunida, embora os continentes do norte da China (que colidiria no último carbonífero) e do sul da China ainda estivessem separados da Laurásia. A Pangéia do Carbonífero Superior tinha a forma de um "O."
Havia dois oceanos principais no Carbonífero - Panthalassa e Paleo-Tethys, que ficava dentro do "O" no Carbonífero Pangéia. Outros oceanos menores foram encolhendo e eventualmente se fecharam - o oceano Rheic (fechado pela assembleia das Américas do Sul e do Norte), o pequeno e raso oceano Ural (que foi fechado pela colisão dos continentes Báltica e Sibéria, criando os montes Urais) e proto- Oceano Tethys (fechado pela colisão do Norte da China com a Sibéria / Cazaquistão).

## Acontecimentos
O início do Carbonífero foi marcado por um aumento do nível dos oceanos, que alagou muitas terras baixas criando mares litorâneos rasos. Entretanto tal efeito se reverteu em meados do período (há cerca de 318 milhões de anos). A mudança nos níveis dos oceanos causou considerável extinção na fauna marinha, principalmente entre crinoides (40% das espécies extintas) e ammonoides (80% das espécies extintas).
Gondwana, o supercontinente do hemisfério sul, sofreu uma grande glaciação chamada Glaciação Karoo, porém isto parece não ter causado diferença no clima equatorial do período, que se manteve tropical e propiciou o desenvolvimento de exuberantes florestas e pântanos.
Também foi ao longo deste período que as massas de terra se uniram para formar o supercontinente Pangeia, que resistiu como único continente mundial até a era dos dinossauros.

## Flora

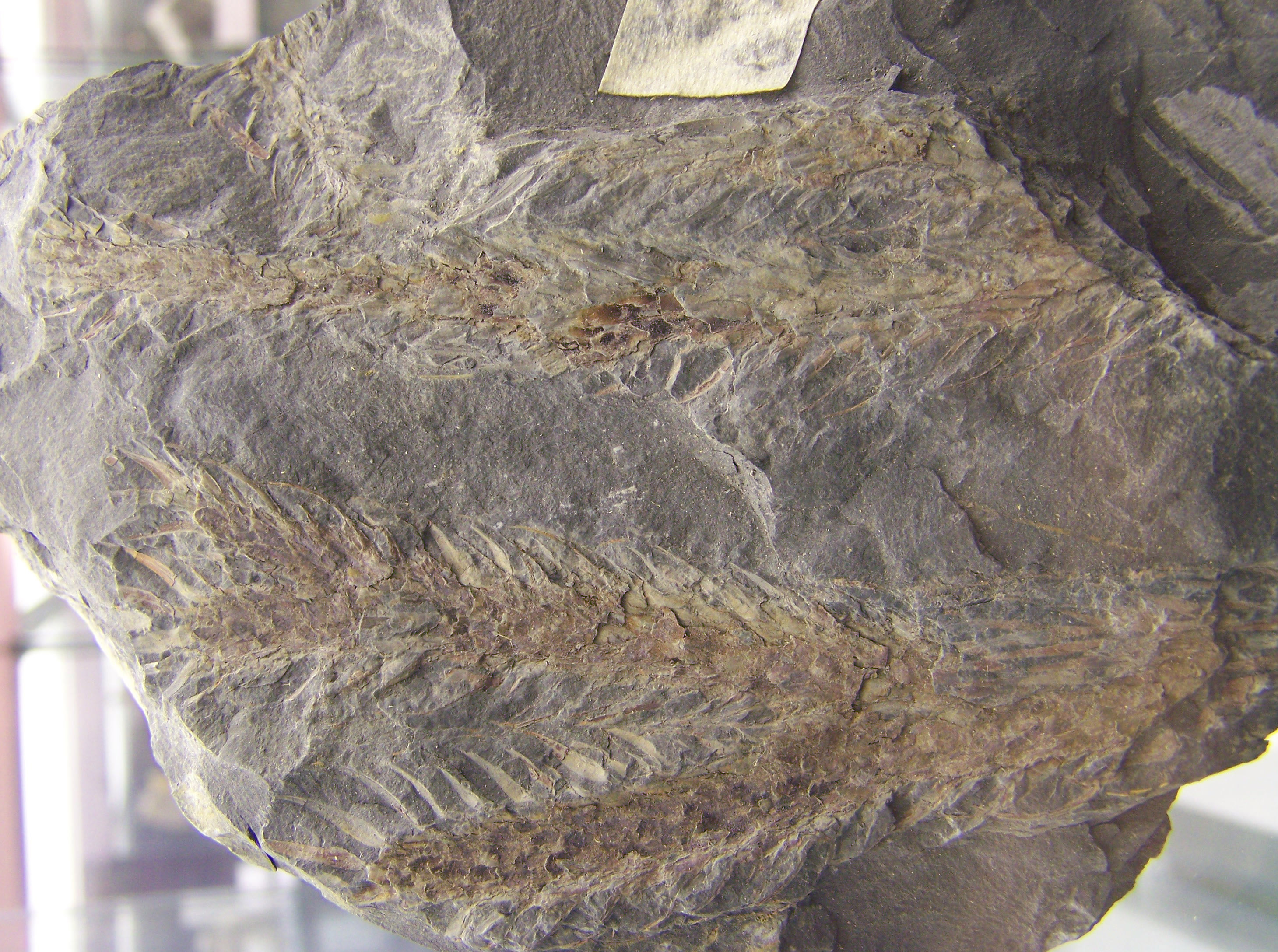
Fóssil de Lepidodendron lycopodioides

Um dos aspectos marcantes do Carbonífero foi a proliferação das florestas e de novas formas de vida vegetal, apesar de licopódios e samambaias ainda predominarem (embora com uma diversidade incomparavelmente maior do que nos períodos anteriores), dando destaque para as chamadas "samambaias com sementes", hoje extintas. Vale ressaltar que foi neste época que ocorreu o desenvolvimento das cicadáceas, alem do fato de algumas árvores, segundo estimativas, alcançarem uma altura próxima aos 89 metros. Vale ressaltar também os pantânos de carvão, que eram os ecossistemas principais dos períodos carbonífero e permiano, onde o volume de massa vegetal sendo depositado no solo era maior do que a de materiais como rochas, na qual resultava em um acumulo de turfa.

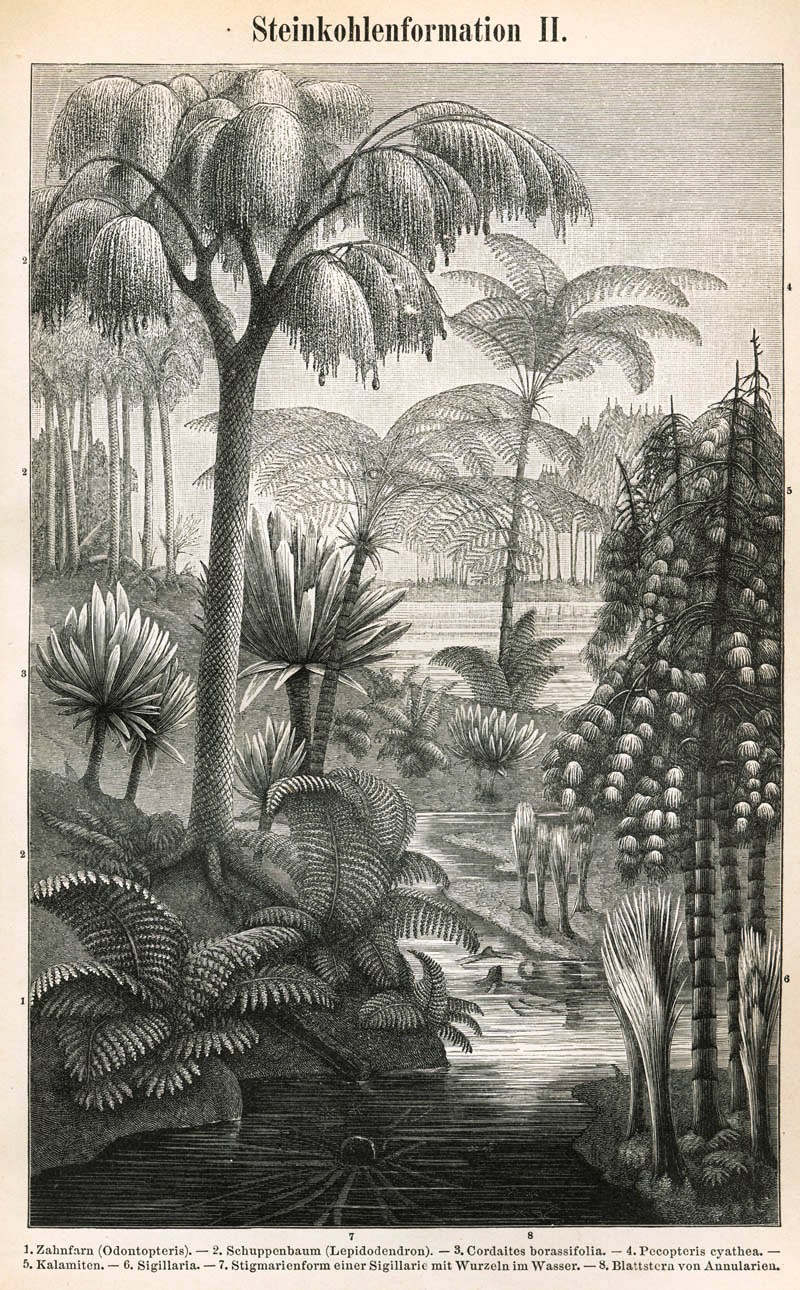
Reconstrução de como seria um pantâno do período carbonífero

Tais árvores foram importantes durante o Carbonífero por estarem puxando toneladas de gás carbônico da atmosfera e liberando consequentemente muito oxigênio, o que permitiu a proliferação e diversificação de inúmeros animais. É importante pontuar também que devido a ausência de bactérias responsáveis pela decomposição da madeira nesta época, as árvores do Carbonífero não estavam liberando totalmente o carbono absorvido e assim a atmosfera manteve a predominância de oxigênio. 
Entre os principais gêneros de fósseis botânicos do Carbonífero podemos destacar Calamites, Lepidodendron e Sigillaria.
Em 2025, pesquisadores da Universidade de Coimbra encontraram fósseis de fungos endomicorrízicos na Bacia do Buçaco, em Portugal, datados de aproximadamente 300 milhões de anos. Essa descoberta representa a primeira evidência desse tipo de associação simbiótica na Península Ibérica durante o Carbonífero. A presença dessas interações mutualísticas entre fungos e plantas vasculares sugere que tais relações já desempenhavam um papel essencial na estruturação dos ecossistemas terrestres da época, auxiliando na absorção de nutrientes e na colonização do solo.

## Fauna

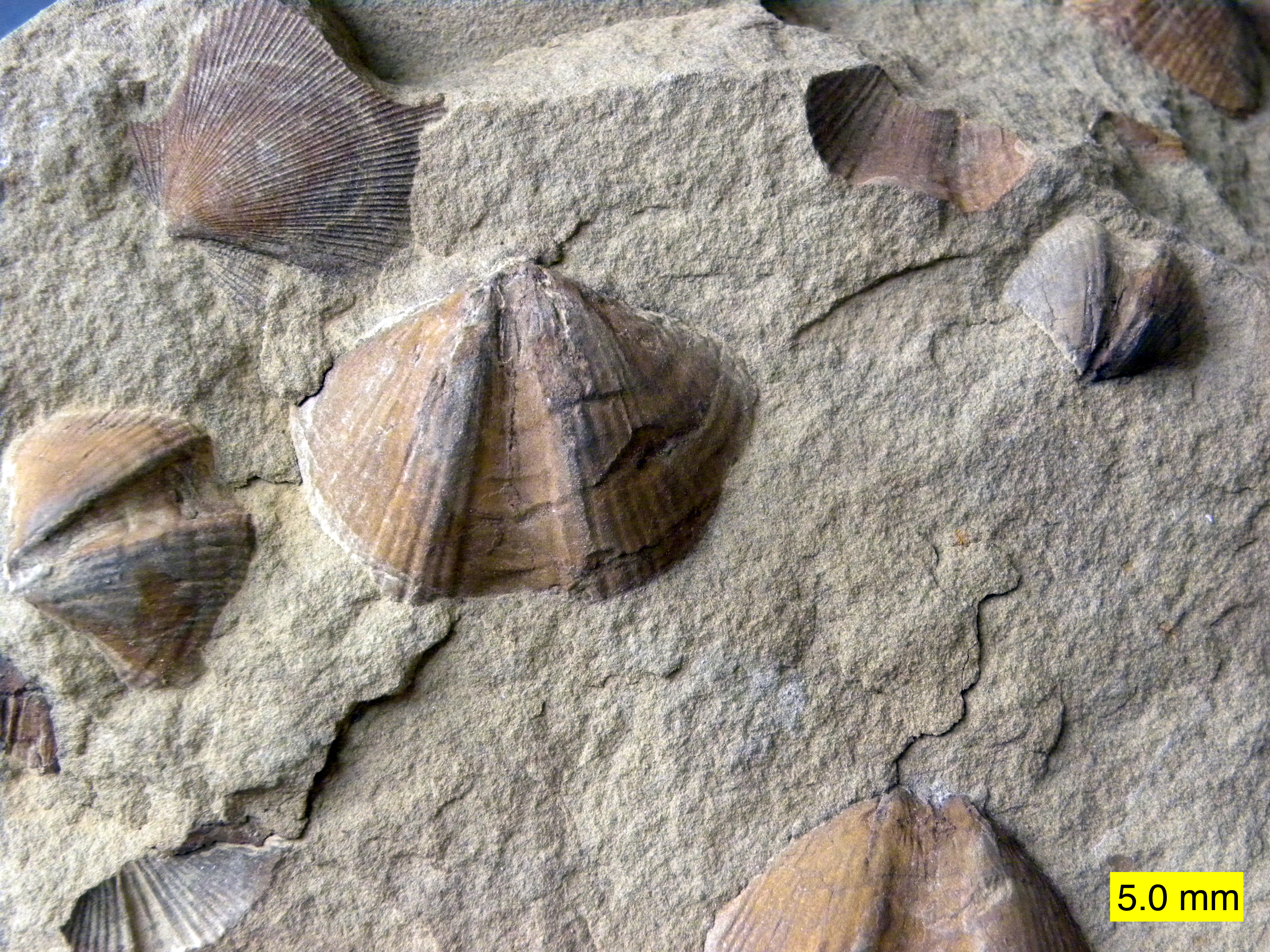
Aviculopecten, Syringothyris.

Dentre os animais, se destaca a extinção total dos graptólitos e dos peixes mais primitivos (como os placodermos, por exemplo). O período também merece destaque pela proliferação dos animais terrestres, com grande variedade de artrópodes e anfíbios, sendo que estes últimos se diversificaram e dominaram o período, que poderia ser considerado uma Era dos Anfíbios; além disso ocorre o surgimento dos primeiros répteis (os primeiros vertebrados totalmente terrestres a surgir em nosso planeta) e dos primeiros animais com a capacidade de voar (insetos, muitos deles semelhantes a libélulas). Ainda falando dos artrópodes, devemos destacar o surpreendente tamanho de alguns, (como, por exemplo, Arthropleura e Meganeura) comparado aos atuais. O gigantismo destas criaturas seria consequência de uma maior porcentagem de oxigênio na atmosfera do período, que segundo estudos, chegava a superar 35%, contra cerca de 21% da atualidade.

## Galerias

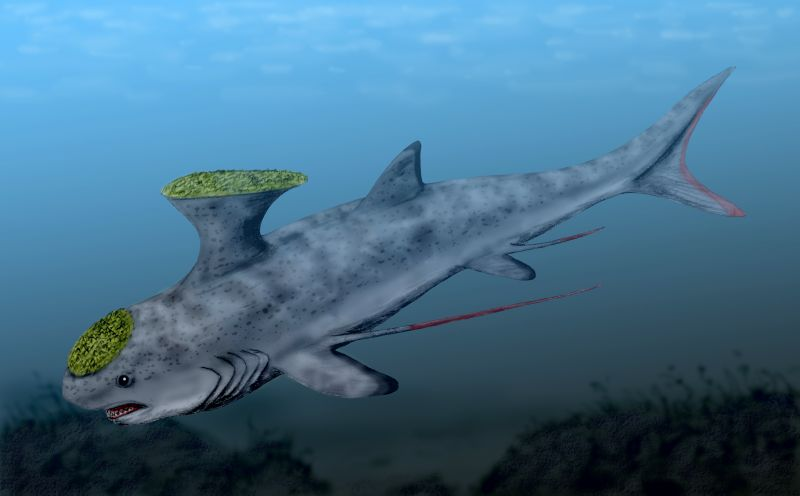
Stethacanthus Um peixe Comprimento: até 2 m
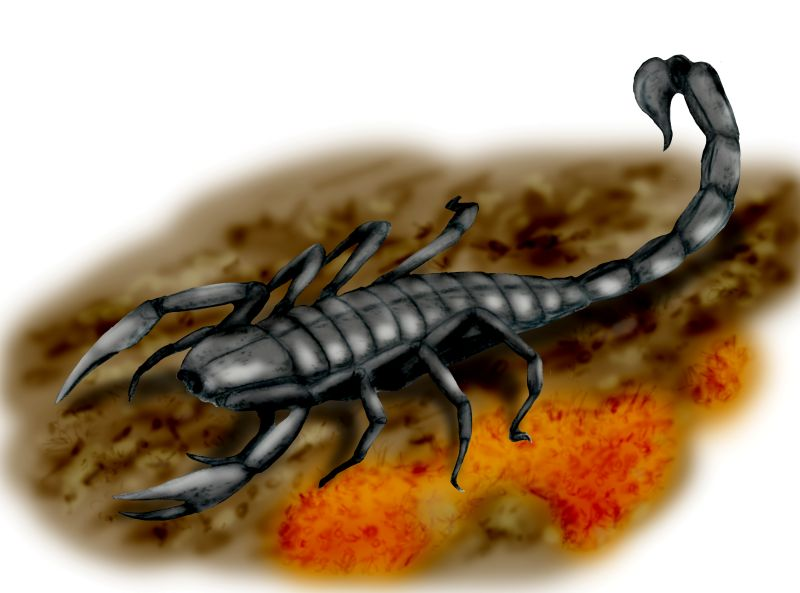
Pulmonoscorpius kirktonensis Um aracnídeo Comprimento: até 1 m
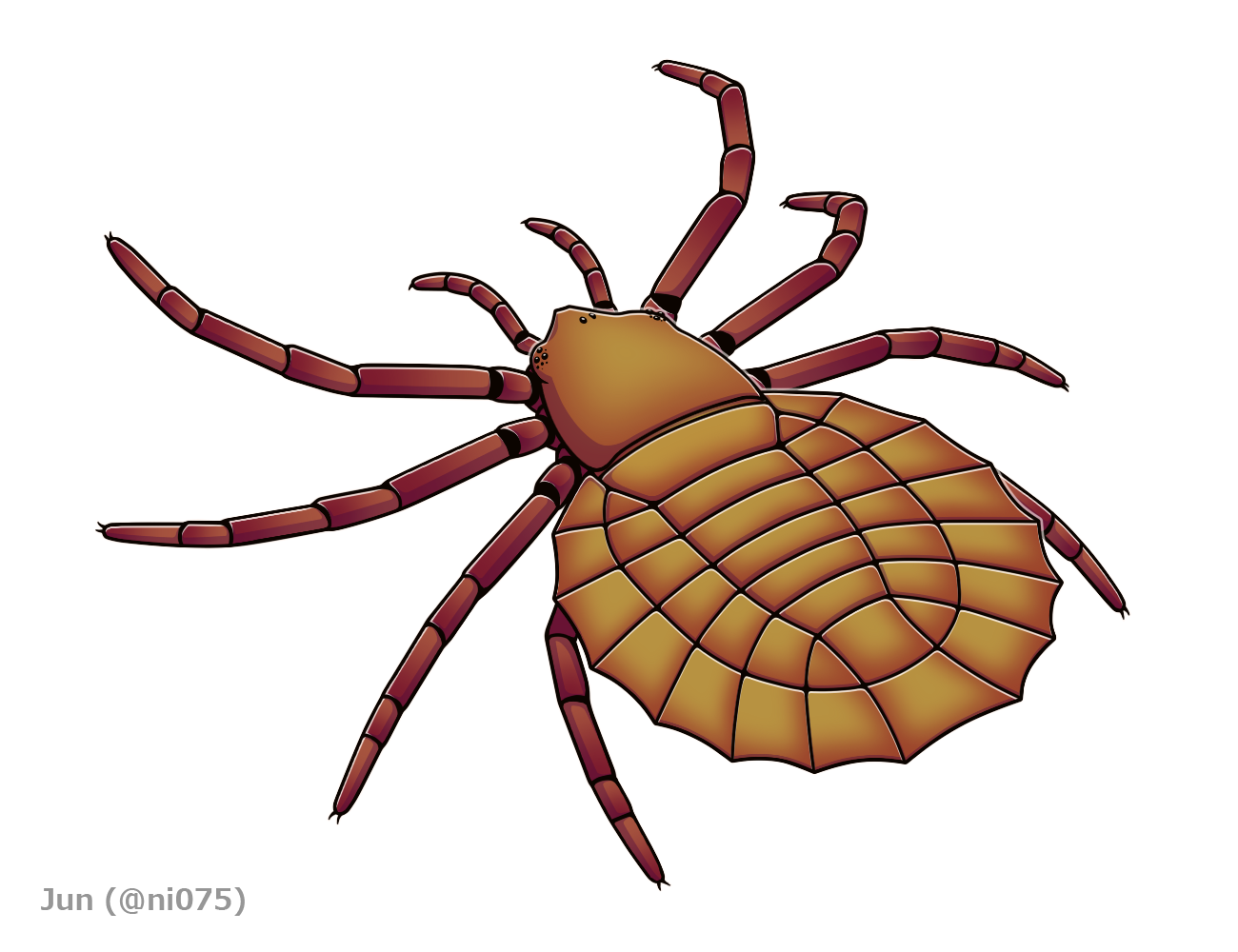
Maiocercus Um aracnídeo
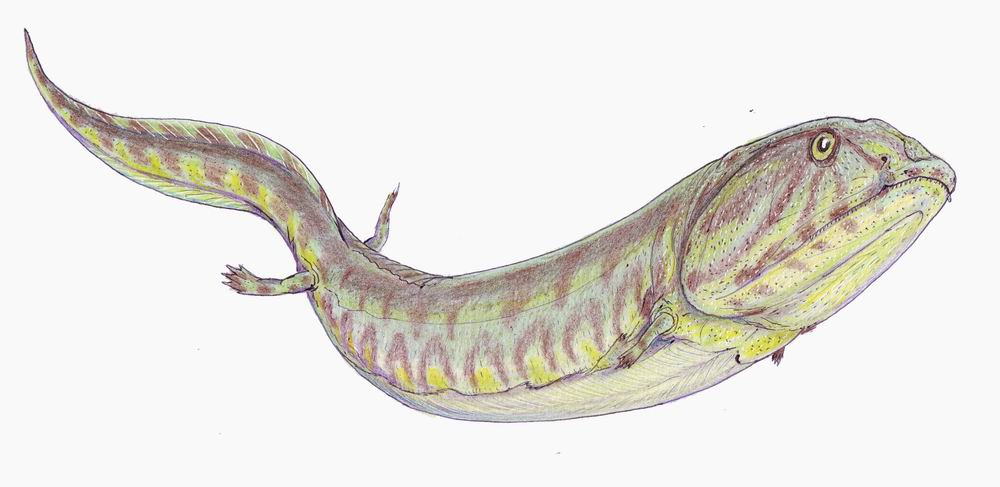
Crassigyrinus scoticus Um anfíbio Comprimento: 1,5 m
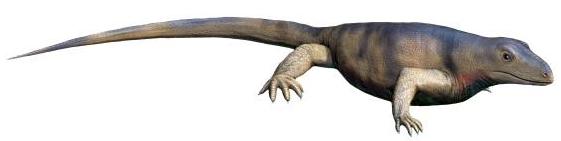
Archaeothyris um réptil
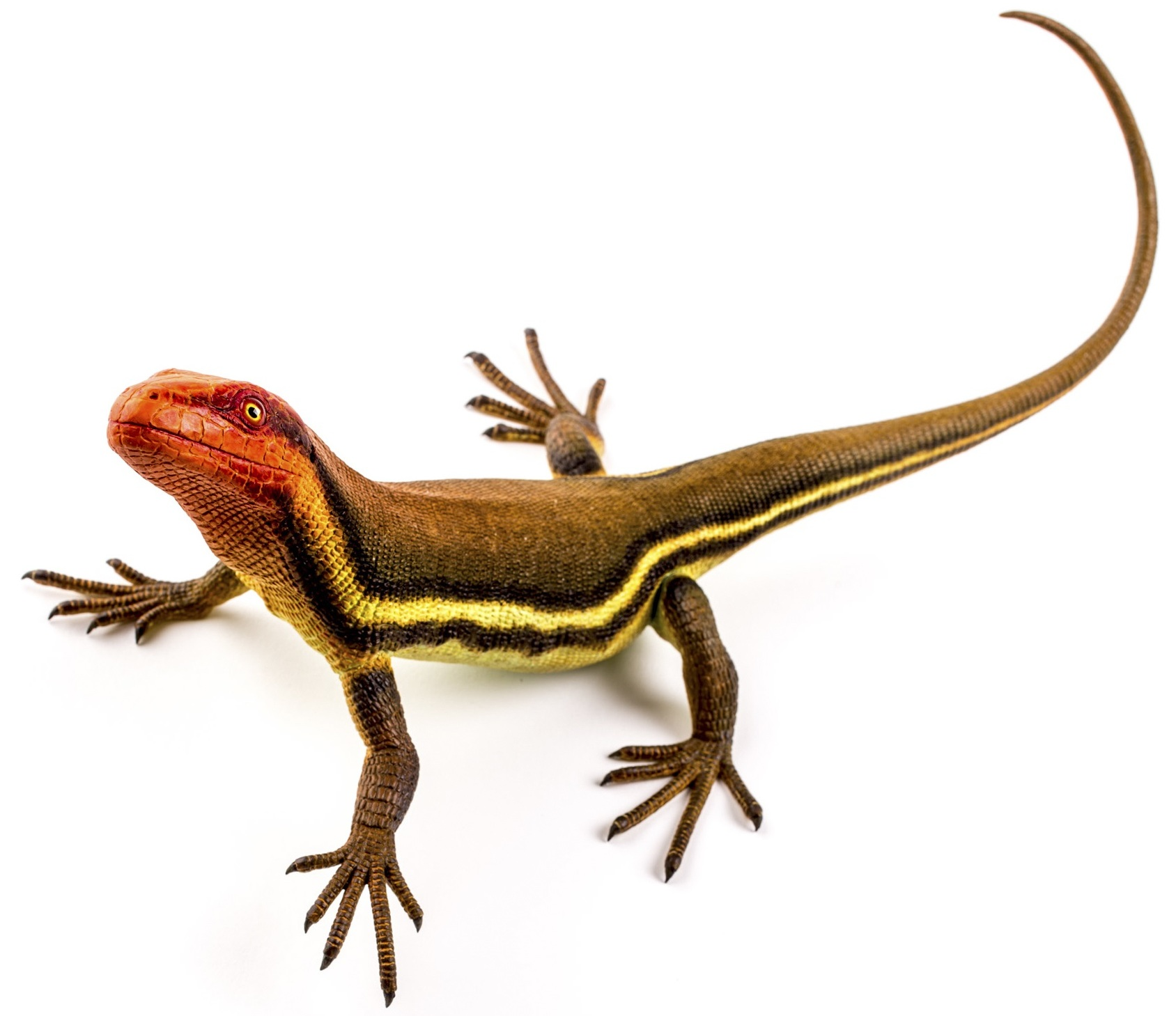
Hylonomus lyelli um réptil comprimento: 20 cm
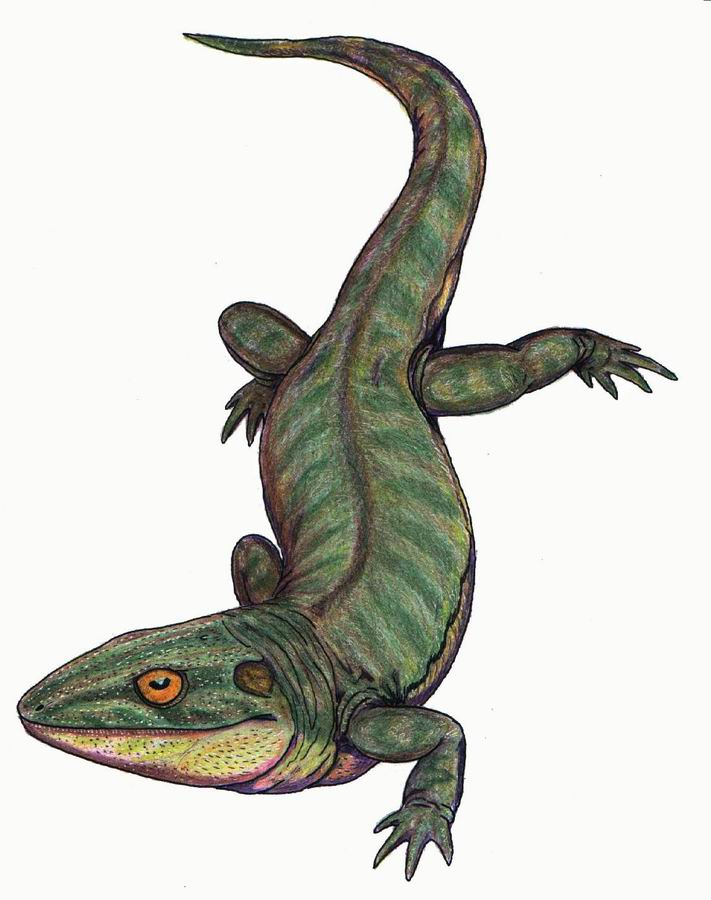
Dendrerpeton Um anfíbio Comprimento: 1 m
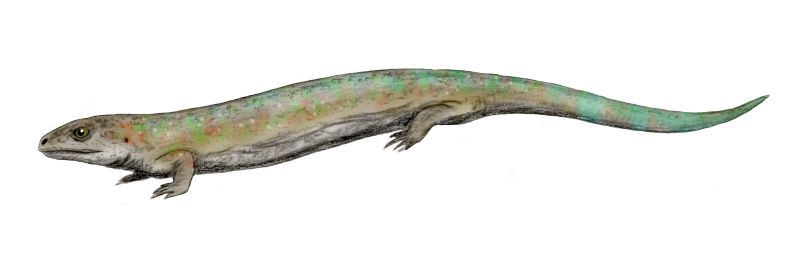
Westlothiana Um anfíbio reptilomorfo Comprimento: 20 cm
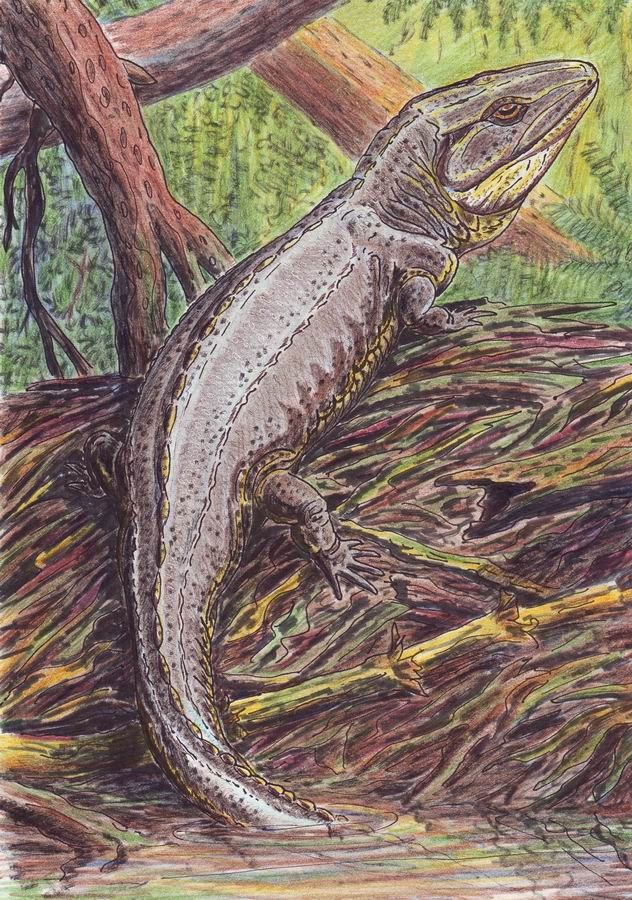
Proterogyrinus Um anfíbio reptilomorfo Comprimento: 2,5 m
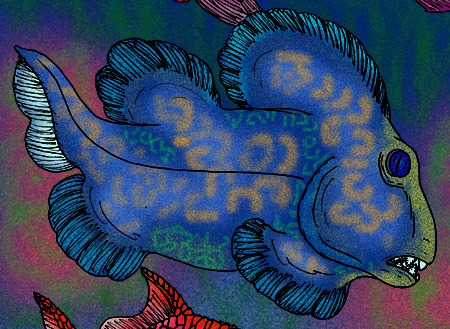
Belantsea, um peixe cartilaginoso.
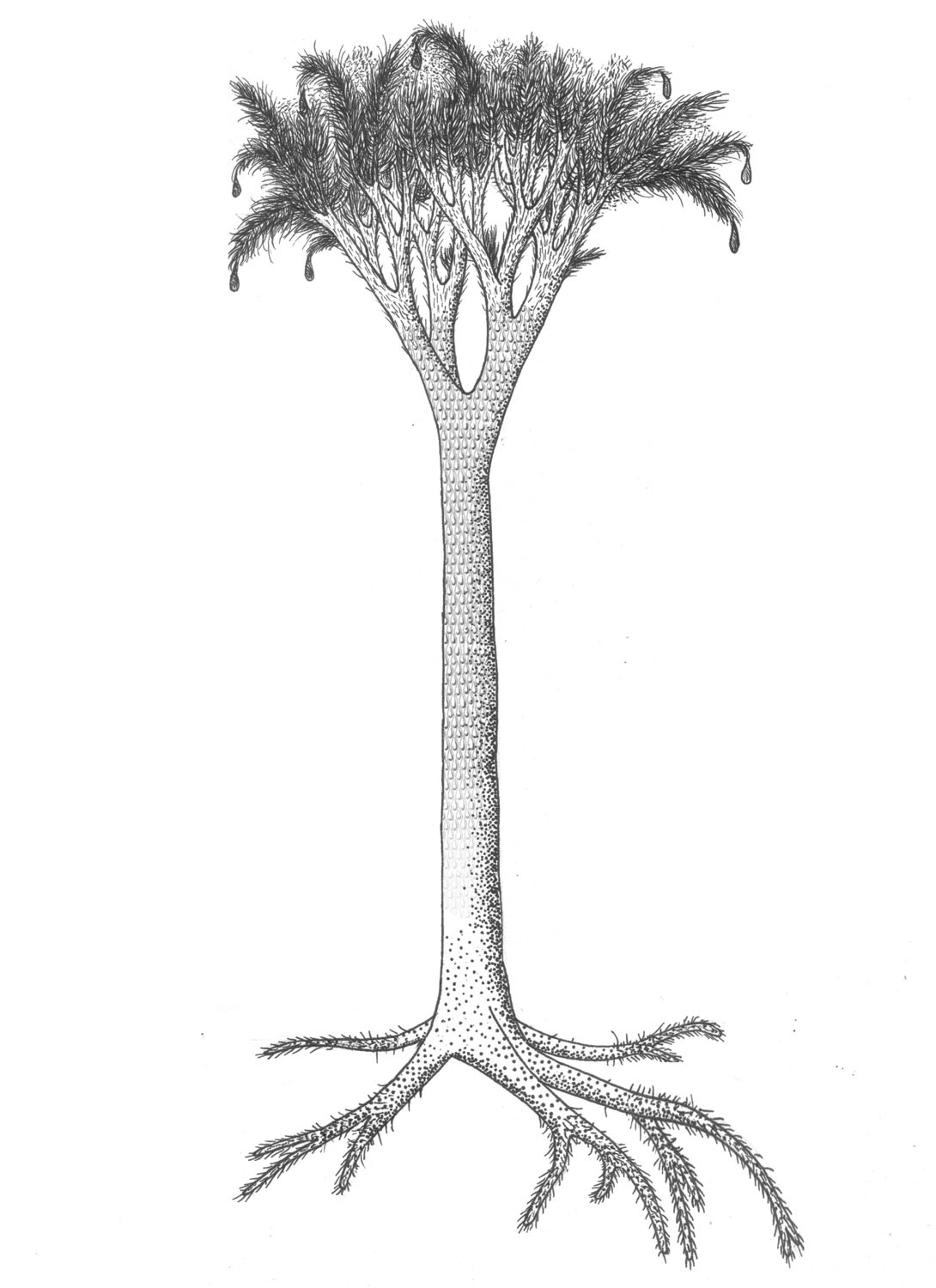
Lepidodendro, uma árvore primitiva.

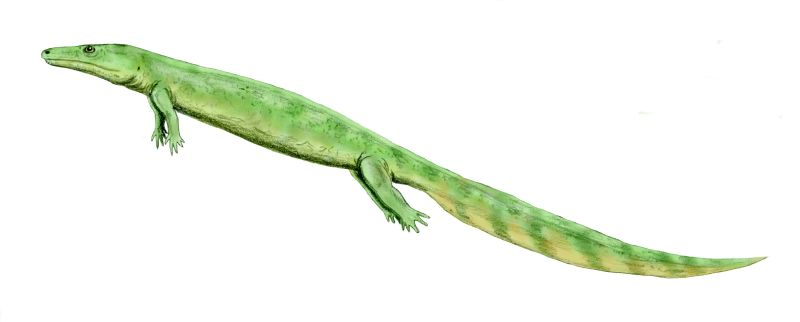
Greererpeton Um anfíbio Comprimento: 2 m
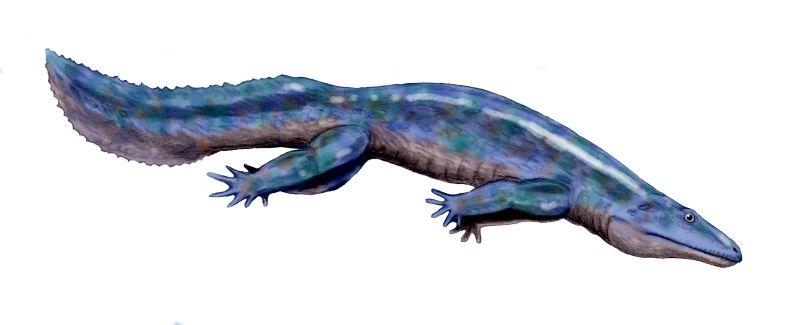
Diplovertebron Um anfíbio Comprimento: 60 cm
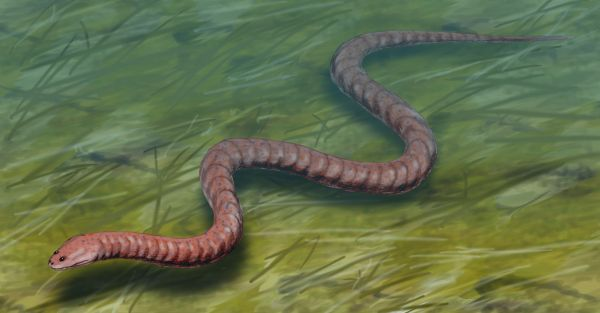
Ophiderpeton Um anfíbio Comprimento: 70 cm
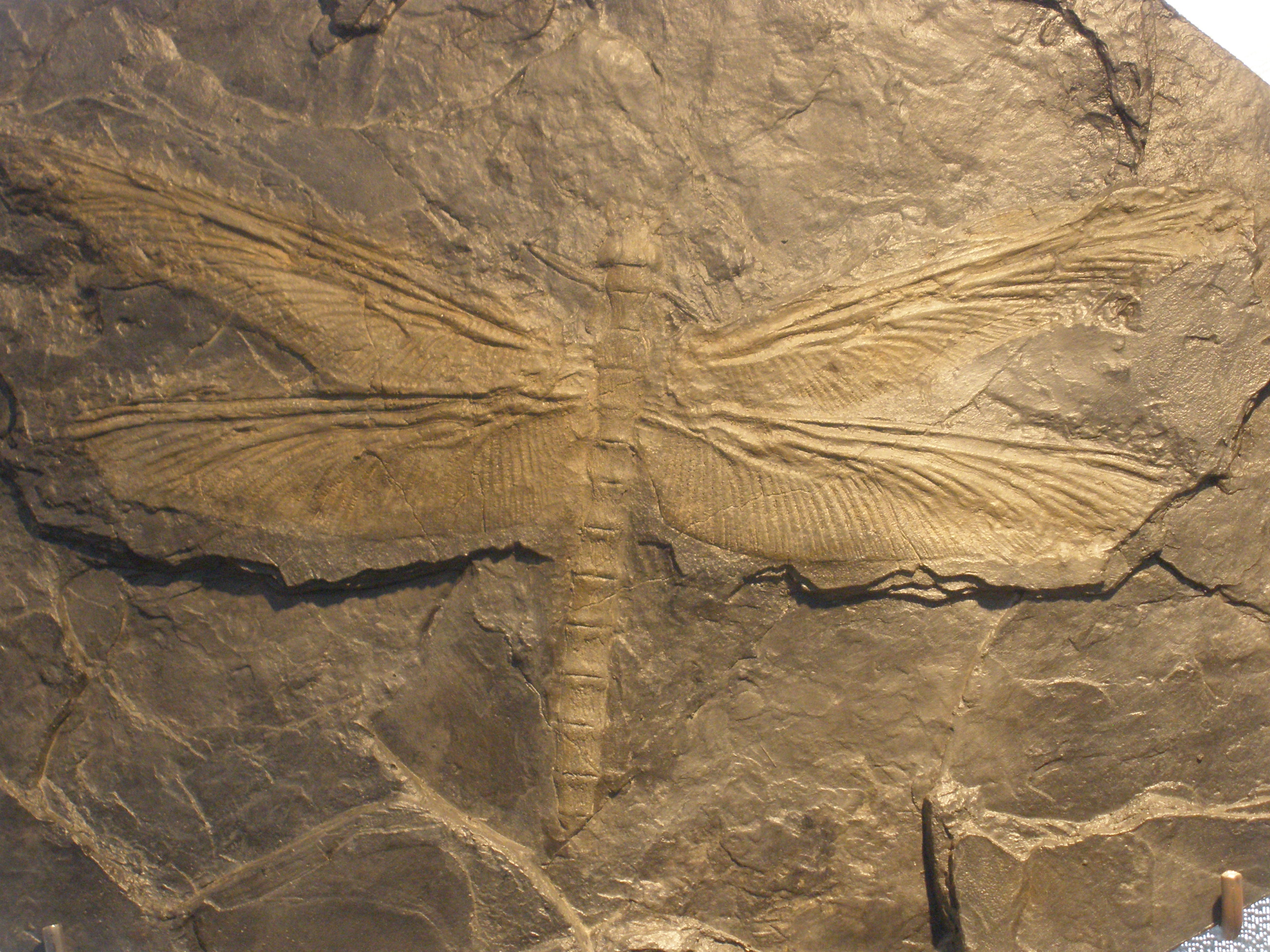
Meganeura monyi Um inseto
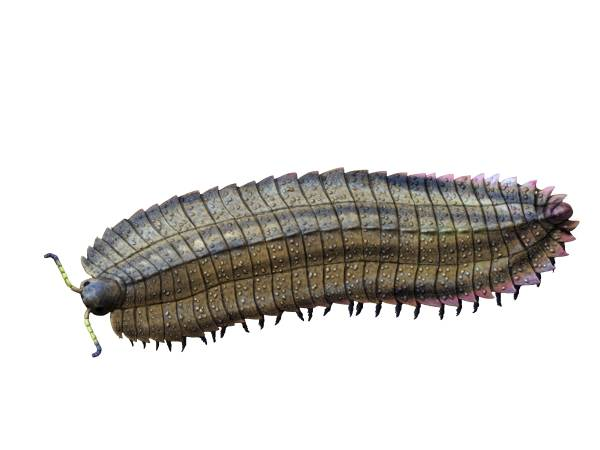
Arthropleura Um miriápode
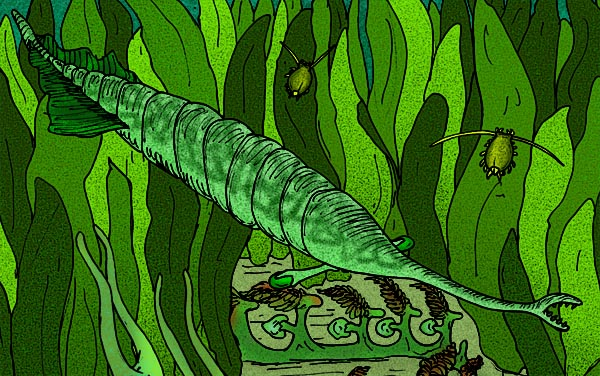
Tullimonstrum gregarium Um vertebrado marinho
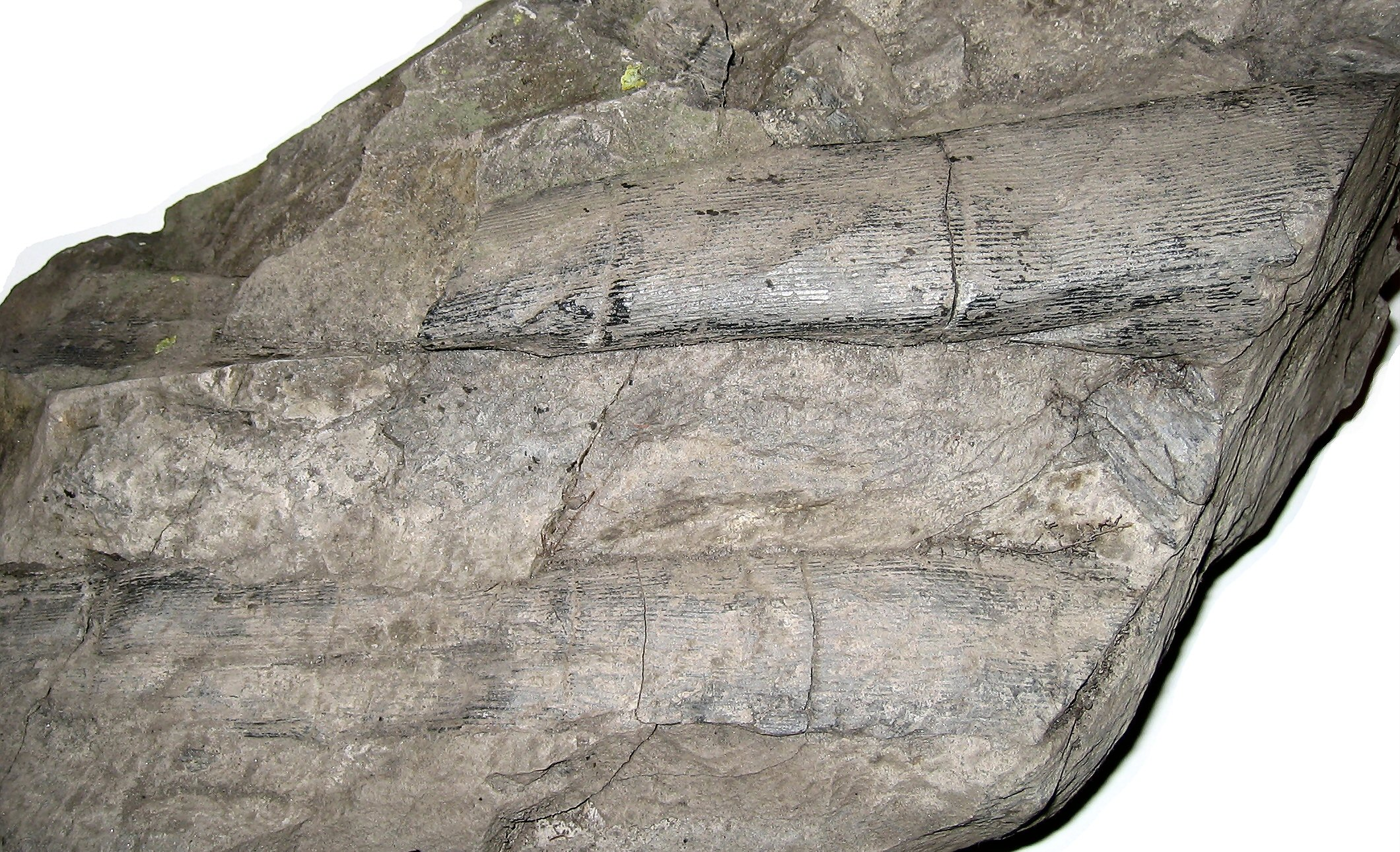
Calamites Uma cavalinha
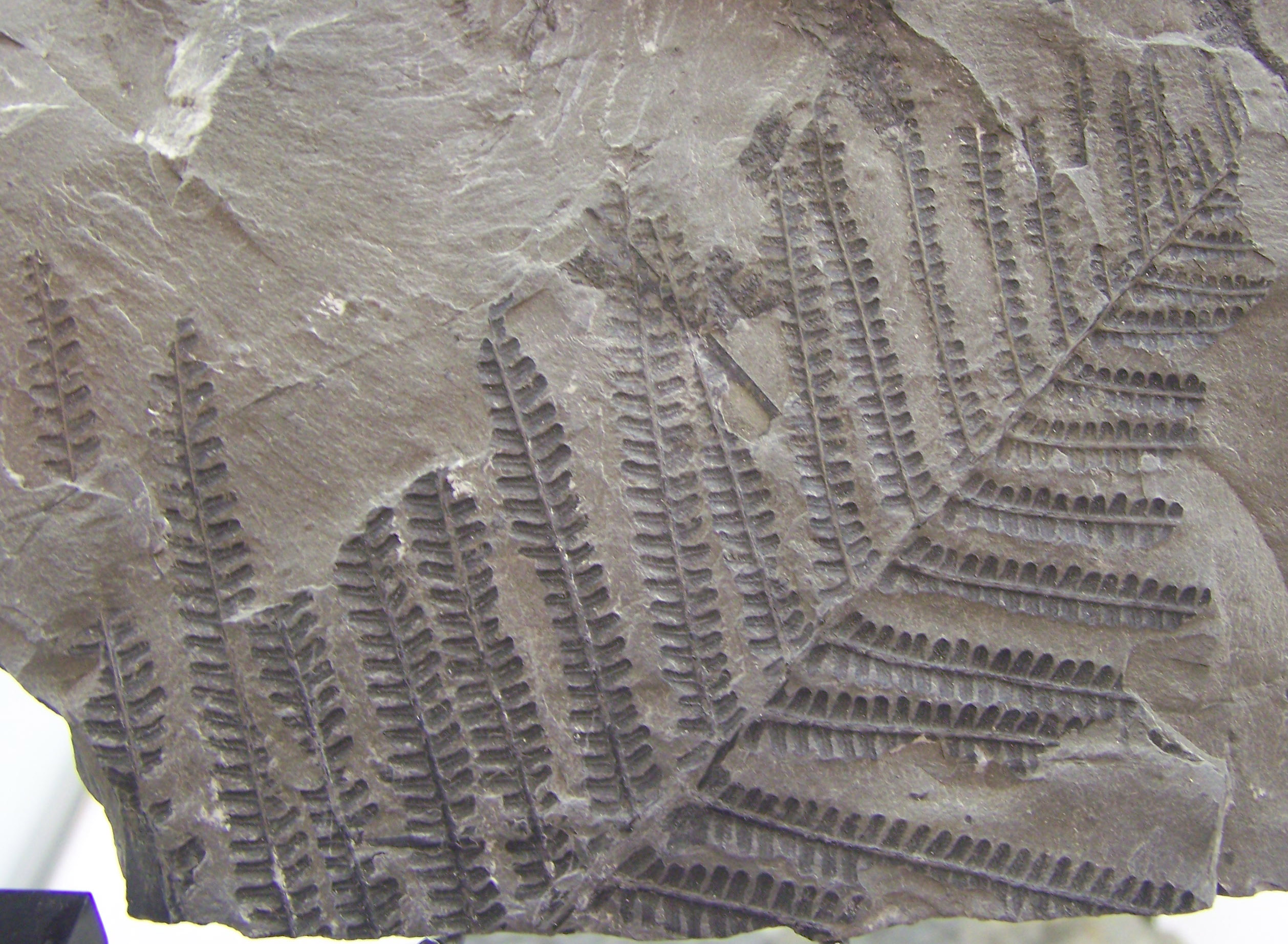
Pecopteris arborescens, uma samambaia
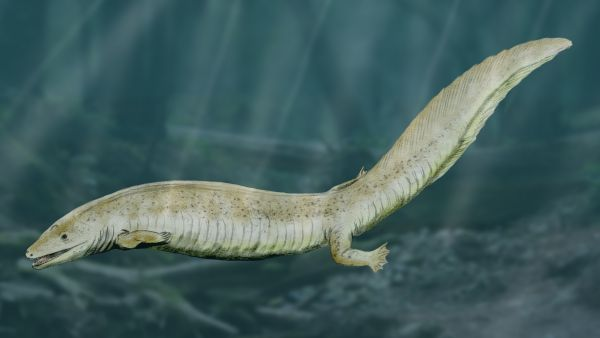
Eogyrinus, um anfíbio
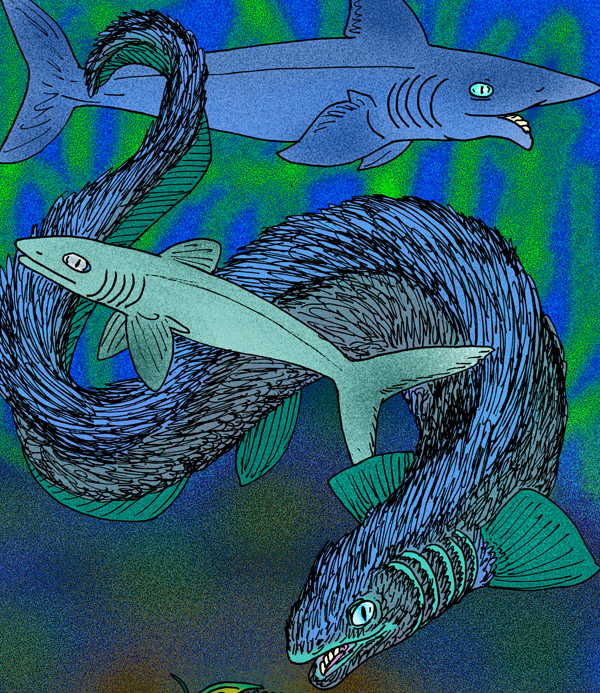
Listracanthus, um peixe.
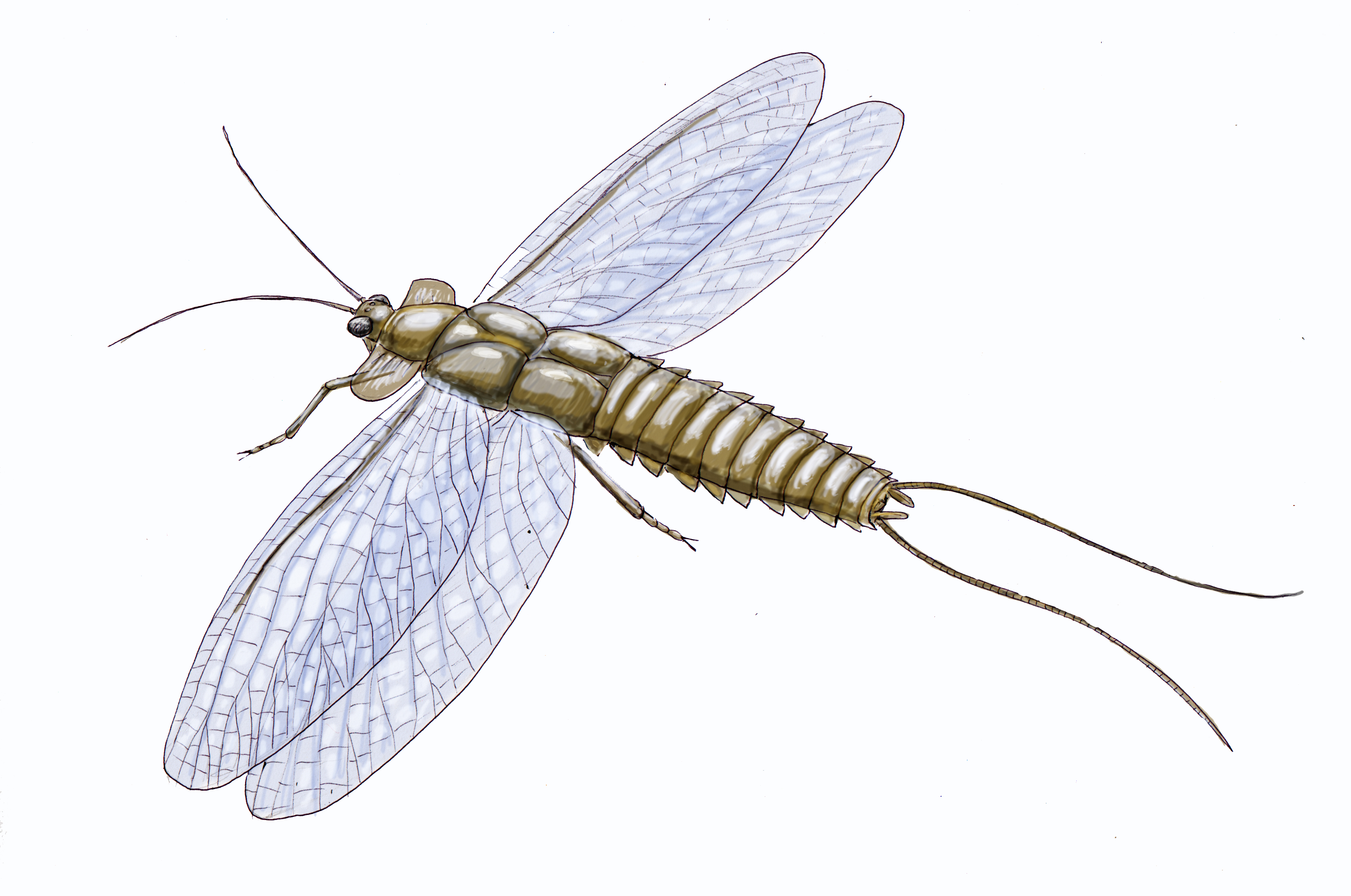
Mazothairos, um inseto.
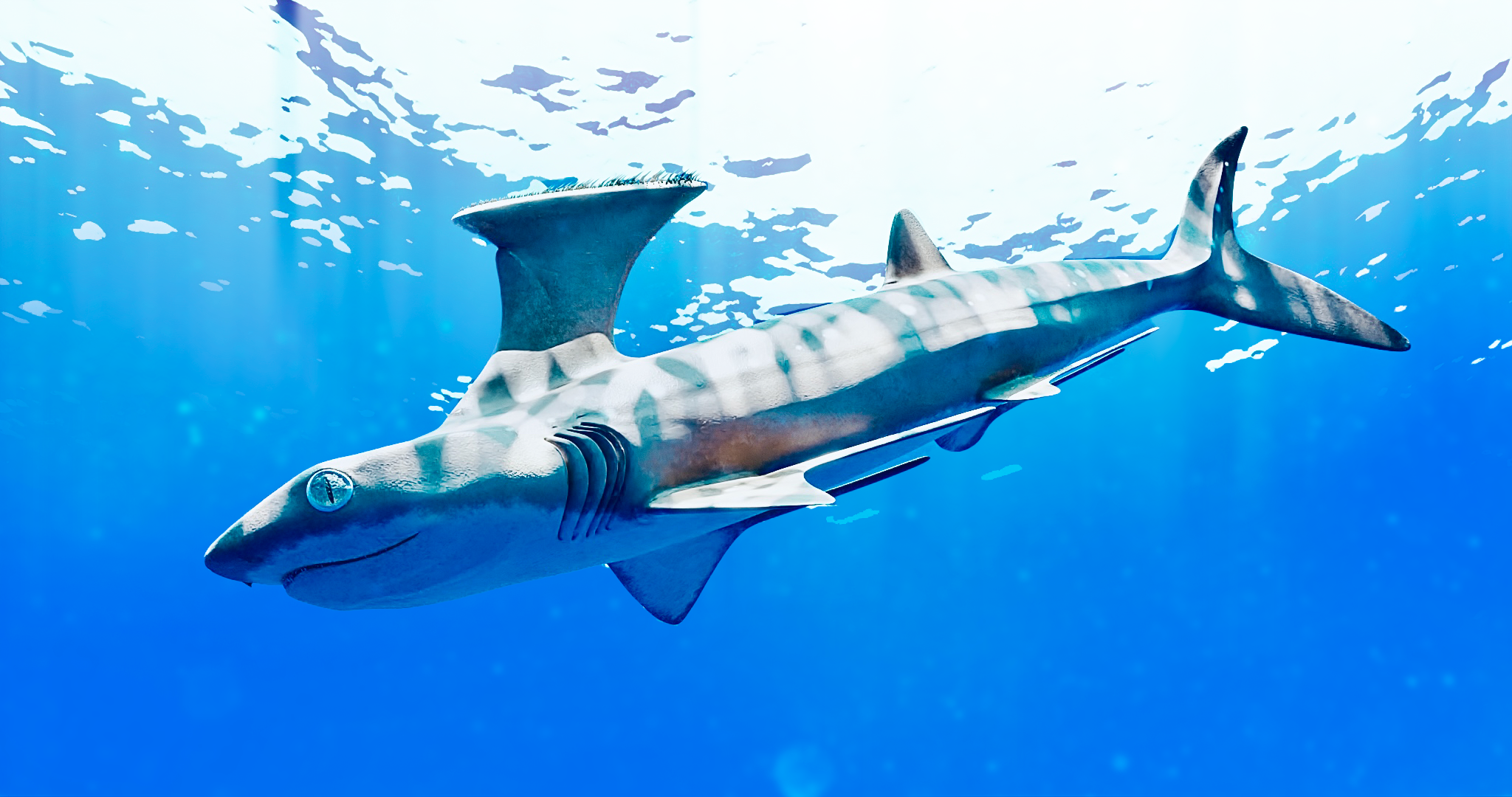
Akmonistion, um peixe.